# Bille Woodruff
Bille Woodruff (Denver, ...) è un regista statunitense, noto per aver diretto numerosi videoclip di artisti R&B e hip-hop dalla seconda metà degli anni 1990.Questi artisti includono Joe, per il quale Woodruff ha diretto 9 video musicali dal 1994, e Toni Braxton, con la quale ha lavorato 10 volte dal 1996. Woodruff ha diretto i video di alcuni dei più grandi singoli della Braxton, tra cui Un-Break My Heart, You're Makin' Me High e He Wasn't Man Enough.

## Carriera cinematografica e televisiva
Woodruff ha diretto il film del 2003 Honey. Le voci affermavano che la cantante e attrice Aaliyah era originariamente destinata a interpretare il ruolo principale, ma morì prima dell'inizio delle riprese. Tuttavia, Woodruff ha detto: "Non è corretto. Doveva essere Beyoncé. Questo è stato ampiamente riportato, ma non è corretto. Non poteva farlo a causa del suo programma di tour per il suo primo album Dangerously In Love." È stata sostituita da Jessica Alba. Il film è uscito il 5 dicembre 2003 e ha aperto al #2 del Box Office USA, guadagnando 12 856 040 dollari nel suo weekend di apertura. Il film ha ricevuto recensioni generalmente negative dalla critica, con una valutazione del 20% su Rotten Tomatoes, ma recensioni favorevoli dai cinefili, con una valutazione del 76% su Rotten Tomatoes.
Woodruff ha poi diretto il film del 2005 Beauty Shop, uno spin-off della trilogia cinematografica di Barbershop, con Queen Latifah. Il film è uscito il 30 marzo 2005 e ha incassato 37 245 453 dollari al box office mondiale. Le recensioni dei critici cinematografici sono state generalmente negative, generando una valutazione del 38% su Rotten Tomatoes. Tuttavia, i cinefili hanno apprezzato il film, dandogli una valutazione del 70% su Rotten Tomatoes.
Ha poi diretto il film del 2009 Ragazze nel pallone - Lotta finale, con Christina Milian. Il film è uscito direttamente in DVD il 1º settembre 2009.
Ha diretto il sequel straight-to-DVD di Honey, Honey 2 - Lotta ad ogni passo, uscito nel 2011.
Ha pubblicato il film Rags su Nickelodeon nel 2012. Ha diretto 7 episodi della serie TV The Game nel 2012 e 2013.
Woodruff ha diretto l'adattamento cinematografico dell'omonimo romanzo best seller Addicted e A Very Larry Christmas.
Nel 2015, Woodruff ha diretto Honey 3 - Il coraggio di ballare in Sudafrica con nuovi talenti tra cui Bobby Lockwood e Kenny Wormald.
Ha diretto il film The Perfect Match con Terence Jenkins e Paula Patton nel 2016.
Dal 2016 ha diretto numerosi episodi delle seguenti serie televisive: Hit the Floor, Star, Empire e Black Lightning.

## Videografia

### 1991
- Sounds of Blackness - Optimistic

### 1994
- Born Jamericans – Boom Shak-a-tak
- Joe – The One for Me

### 1996
- Joi – Ghetto Superstar
- Tony Rich Project – Nobody Knows
- Toni Braxton – You're Makin' Me High
- Tony Rich Project – Like a Woman
- Backstreet Boys – I'll Never Break Your Heart (version 2: USA)
- Toni Braxton – Un-Break My Heart
- Gloria Estefan – I'm Not Giving You Up
- T-Boz feat. Richie Rich – Touch Myself
- Luther Vandross – I Can Make It Better
- Dru Hill – In My Bed (versione 1)

### 1997
- Backstreet Boys – Nunca Te Haré Llorar
- OutKast – Jazzy Belle
- Toni Braxton – I Don't Want To
- Ginuwine – I'll Do Anything/I'm Sorry
- Timbaland & Magoo feat. Missy Elliott & Aaliyah – Up Jumps Da' Boogie
- Usher – You Make Me Wanna
- Salt-N-Pepa – R U Ready?
- Céline Dion – My Heart Will Go On

### 1998
- Babyface & Des'ree – Fire
- Gloria Estefan – Heaven's What I Feel/Corazon Prohibido
- Joe – All That I Am
- Céline Dion & R. Kelly – I'm Your Angel
- Next – Too Close
- Rebbie Jackson – Yours Faithfully

### 1999
- Foxy Brown feat. Total – I Can't
- Céline Dion – Then You Look at Me
- Dru Hill – These Are The Times
- Honeyz – Love of a Lifetime
- 702 – Where My Girls At?
- R. Kelly feat. Nas – Did You Ever Think (remix)
- Kelly Price feat. Jermaine Dupri – Secret Love
- 702 – You Don't Know
- Blaque – I Do
- Jessica Simpson – I Wanna Love You Forever
- Blaque – Bring It All to Me
- Britney Spears – Born to Make You Happy
- Marc Nelson – 15 Minutes
- Mint Condition – If You Love Me

### 2000
- Céline Dion – Live
- TLC – Dear Lie
- Joe – I Wanna Know
- Toni Braxton – He Wasn't Man Enough For Me
- Mary J. Blige – Your Child
- Toni Braxton feat. Dr. Dre – Just Be Man About It
- Joe – Treat Her Like a Lady
- Kelly Price – You Should've Told Me
- Toni Braxton – Spanish Guitar
- 98 Degrees – My Everything

### 2001
- Lucy Pearl feat.Snoop Dogg – You
- Ray J feat. Lil' Kim – Wait a Minute
- Mary Mary feat. Kirk Franklin – Thank You
- Blu Cantrell – I'll Find a Way
- Fat Joe feat. R. Kelly – We Thuggin'
- Babyface – What If
- R. Kelly – The Worlds Greatest
- Britney Spears – Overprotected (version 1)

### 2002
- Fat Joe feat. Ashanti – What's Luv?
- Joe – What If a Woman
- Nelly – Hot in Herre (version 1)
- Christina Milian – When You Look at Me
- Kirk Franklin – Brighter Day
- Joe – Let's Stay Home Tonight
- Laura Pausini – Surrender (version 1)

### 2003
- Nick Lachey – Shut Up
- R. Kelly – Ignition

### 2005
- B5 – All I Do
- Britney Spears – Do Somethin'
- R. Kelly feat. Wisen – Burn It Up

### 2006
- The Isley Brothers – Just Came Here to Chill
- Joe Featuring Papoose – Where You At
- 3LW Featuring Jermaine Dupri – Feelin' You
- Mary J. Blige – Take Me as I Am

### 2007
- Paula DeAnda – Easy

### 2008
- Trina – Single Again
- Enrique Iglesias – Push
- Joe – Why Just Be Friends

### 2009
- Miranda Cosgrove – About You Now
- Toni Braxton – Yesterday

### 2010
- Dru Hill – Love MD
- Toni Braxton – Make My Heart
- Toni Braxton – Hands Tied
- Cymia – Kid Nation
- Chris Willis – Louder
- Shayne Ward – Gotta Be Somebody

### 2011
- Jay Sean featuring Lil Wayne – Hit the Lights
- Kat Graham – Love Will Never Do Without an Escapade (Janet Mashup)

### 2012
- Toni Braxton – I Heart You